# Kr. Hammer Sørensen
Kristen Hammer Sørensen (født 5. marts 1904 i Ørding, Mors, død 3. marts 1993 i Flade, Mors) var en dansk gårdejer og kreditforeningsdirektør.
Hammer Sørensen var søn af en gårdejer og blev uddannet fra landbrugsskolen. Han købte i 1929 en mindre gård og blev i 1945 ejer af Nandrup Gods ved Nykøbing Mors.
Året efter valgtes han til repræsentantskabet for Kreditforeningen af jydske Landejendomsbesiddere og sad, også fra 1946, i bestyrelsen og repræsentantskabet for Morsø Bank. I 1950 blev han formand for Landbrugets Arbejdsgiverforening for Nordvestjylland, og blev samme år medlem af bestyrelsen for Sammenslutningen af Landbrugets Arbejdsgiverforeninger, blev medlem af forretningsudvalget i 1958 og var fra 1959 landbrugskyndig direktør i Kreditforeningen af jydske Landejendomsbesiddere.
Han sad desuden i flere landbrugsfaglige foreningers bestyrelse og i fællesudvalget for landbrugets arbejdsøkonomiske spørgsmål fra 1963. Han er begravet på Flade Kirkegård.